# Gare de Serquigny
La gare de Serquigny est une gare ferroviaire française des lignes de Mantes-la-Jolie à Cherbourg et de Serquigny à Oissel, située sur le territoire de la commune de Serquigny, dans le département de l'Eure, en région Normandie.
Elle est mise en service en 1855 par la Compagnie des chemins de fer de l'Ouest et devient une gare de bifurcation en 1865. Les installations ayant été détruites à la fin de la Seconde Guerre mondiale, un nouveau bâtiment voyageurs est construit en 1957.
C'est une gare voyageurs de la Société nationale des chemins de fer français (SNCF) du réseau TER Normandie, desservie par des trains régionaux.

## Situation ferroviaire

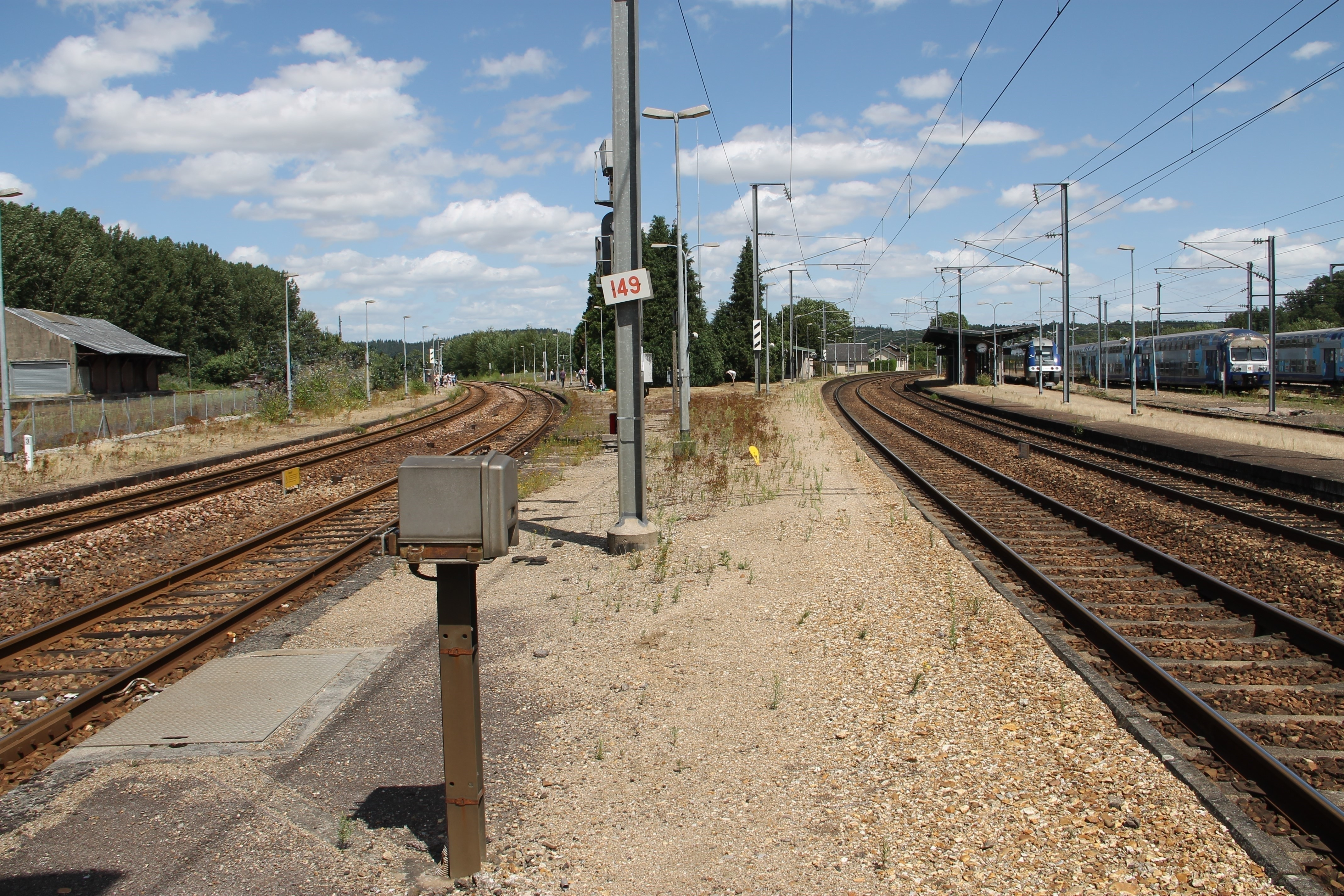
Les quais en 2018 (directions vers Rouen à gauche et vers Paris à droite ; le bâtiment voyageurs est au centre, derrière les arbres).

La gare de Serquigny est établie à 81 mètres d'altitude, à la bifurcation des lignes de Mantes-la-Jolie à Cherbourg et de Serquigny à Oissel. Sur la première, elle est située au point kilométrique (PK) 148,890, entre les gares de Beaumont-le-Roger et de Bernay. Sur la seconde, elle est située au PK 0,415, avant la gare fermée de La Rivière-Thibouville, qui s'intercale avant la gare ouverte de Brionne.
Son bâtiment voyageurs est implanté à la pointe ouest du triangle formé par ces deux lignes et par un raccordement permettant une jonction directe entre Paris et Rouen, mis à voie unique dans les années 1970 et d'utilisation seulement occasionnelle.

## Histoire
La station de Serquigny est mise en service le 1er juillet 1855 par la Compagnie des chemins de fer de l'Ouest, lorsqu'elle ouvre à l'exploitation la section de Mantes à Lisieux de la ligne de Paris à Cherbourg.

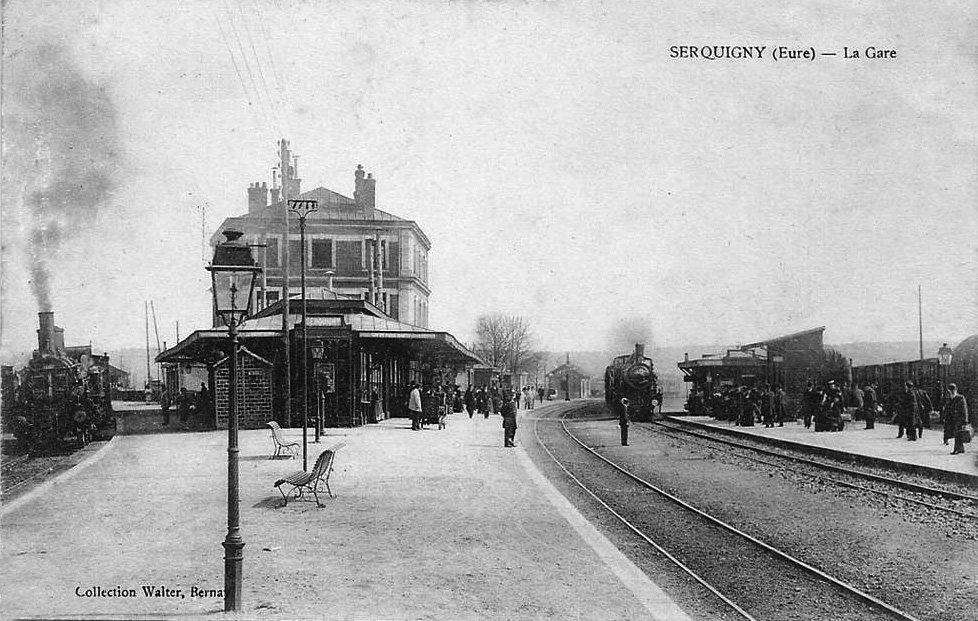
La gare vers 1900.

Elle devient une gare de bifurcation le 24 juillet 1865, lorsque la Compagnie des chemins de fer de l'Ouest, ouvre à l'exploitation l'embranchement de Serquigny à Rouen.
Dans la nuit du 22 au 23 janvier 1888, un train de marchandises fait une fausse manœuvre et s'engage dans un cul-de-sac. Le mécanicien et le chauffeur sont tués sur le coup.
En 1892, le logement du chef de gare est restauré et les signaux et enclenchements de la gare sont remaniés.
En 1899, le chemin d'accès est empierré, les voies du dépôt sont modifiées et un nouveau réservoir est construit ainsi qu'une annexe aménagée en dortoir pour les mécaniciens ; en outre, un pont tournant de 14 mètres est installé.
En 1914, les installations de la gare et du dépôt sont électrifiées, l'ancien pont tournant du dépôt est remplacé par un plus grand, de 17 mètres, venant de Folligny, les fosses à piquer sont reconstruites et un passage sous les voies est établi.
Le 29 février 1916, un rapide heurte l'arrière d'un express arrêté, faisant 4 morts et une vingtaine de blessés.

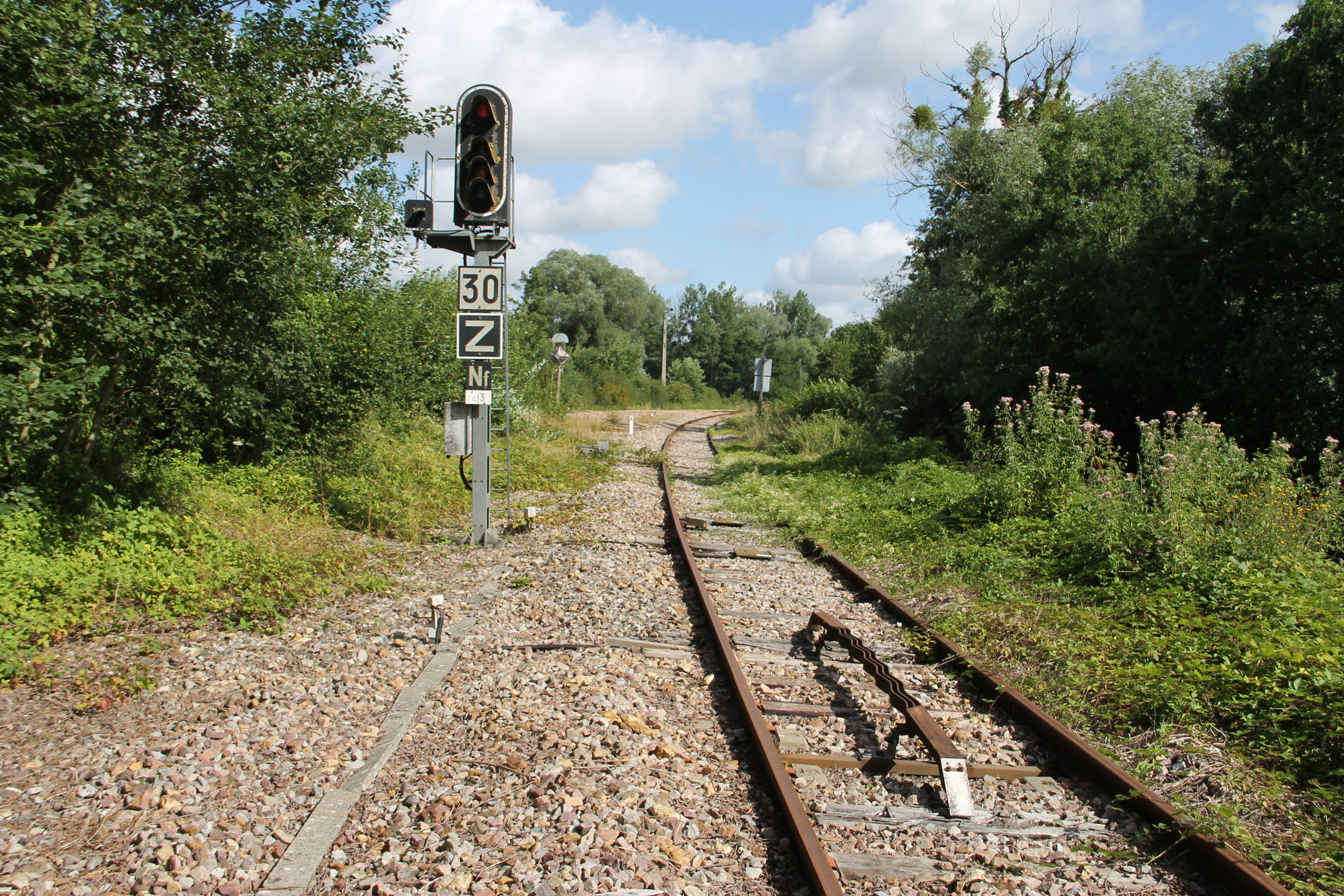
Raccordement direct avec la ligne vers Rouen.

Au milieu des années 1930, du fait de sa situation ferroviaire, la gare de Serquigny est équipée d'un dépôt, pour le remisage et l'entretien de locomotives, et d'une gare de triage pour la gestion des wagons de marchandises. Près de 200 cheminots travaillent dans la commune.
Pendant la Seconde Guerre mondiale, la gare est un point stratégique pour les Allemands, qui organisent une surveillance de nuit des installations ferroviaires, mais aussi pour la Résistance et pour les Alliés qui vont la bombarder à plusieurs reprises. Lors de la libération du village par l'armée canadienne, les installations ferroviaires sont en partie détruites comme l'ensemble du village. Les travaux pour la remise en état débutent dès le 3 septembre 1944. Le nouveau bâtiment voyageurs de la gare est reconstruit en 1957.

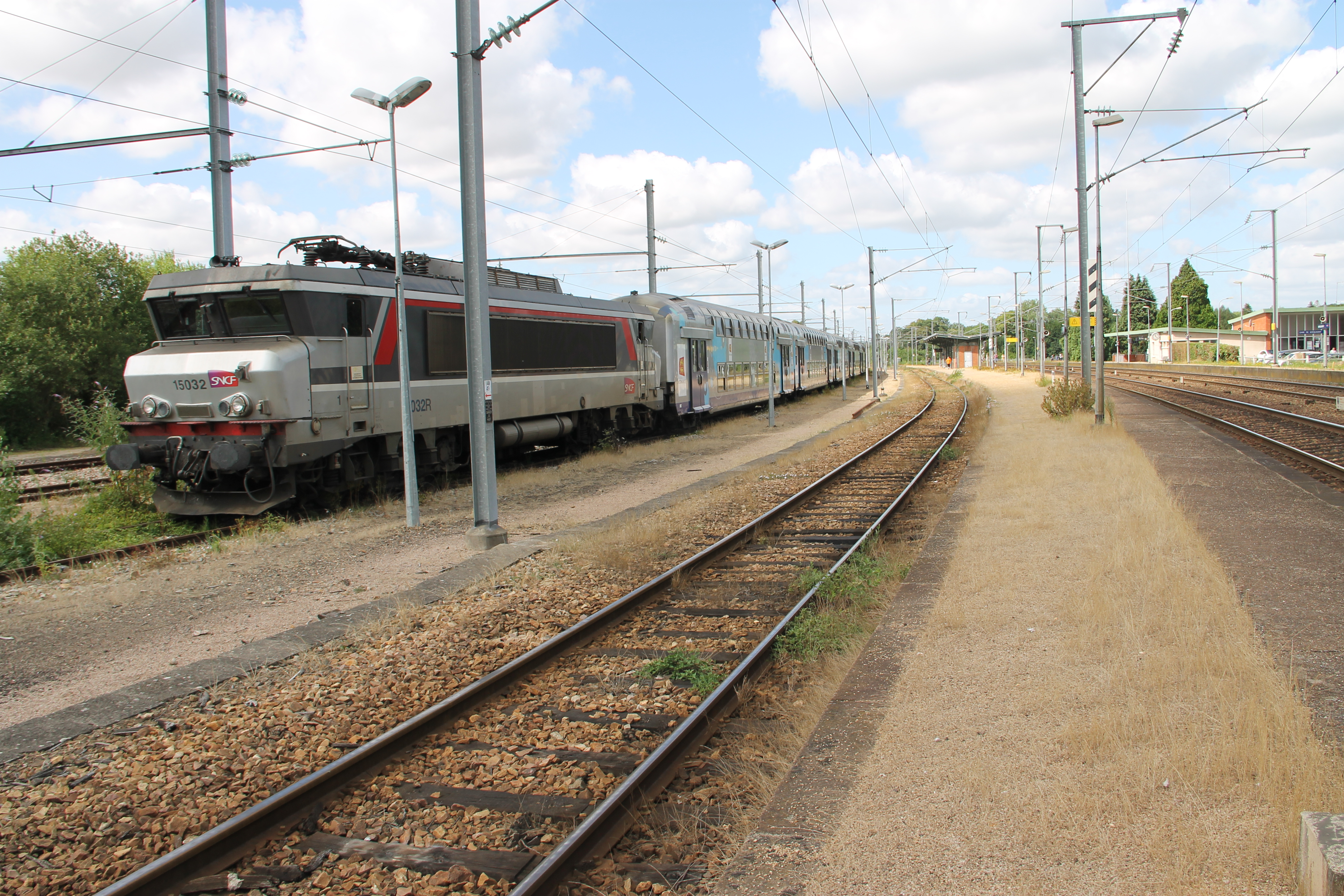
Rame TER Normandie sur une voie de garage.

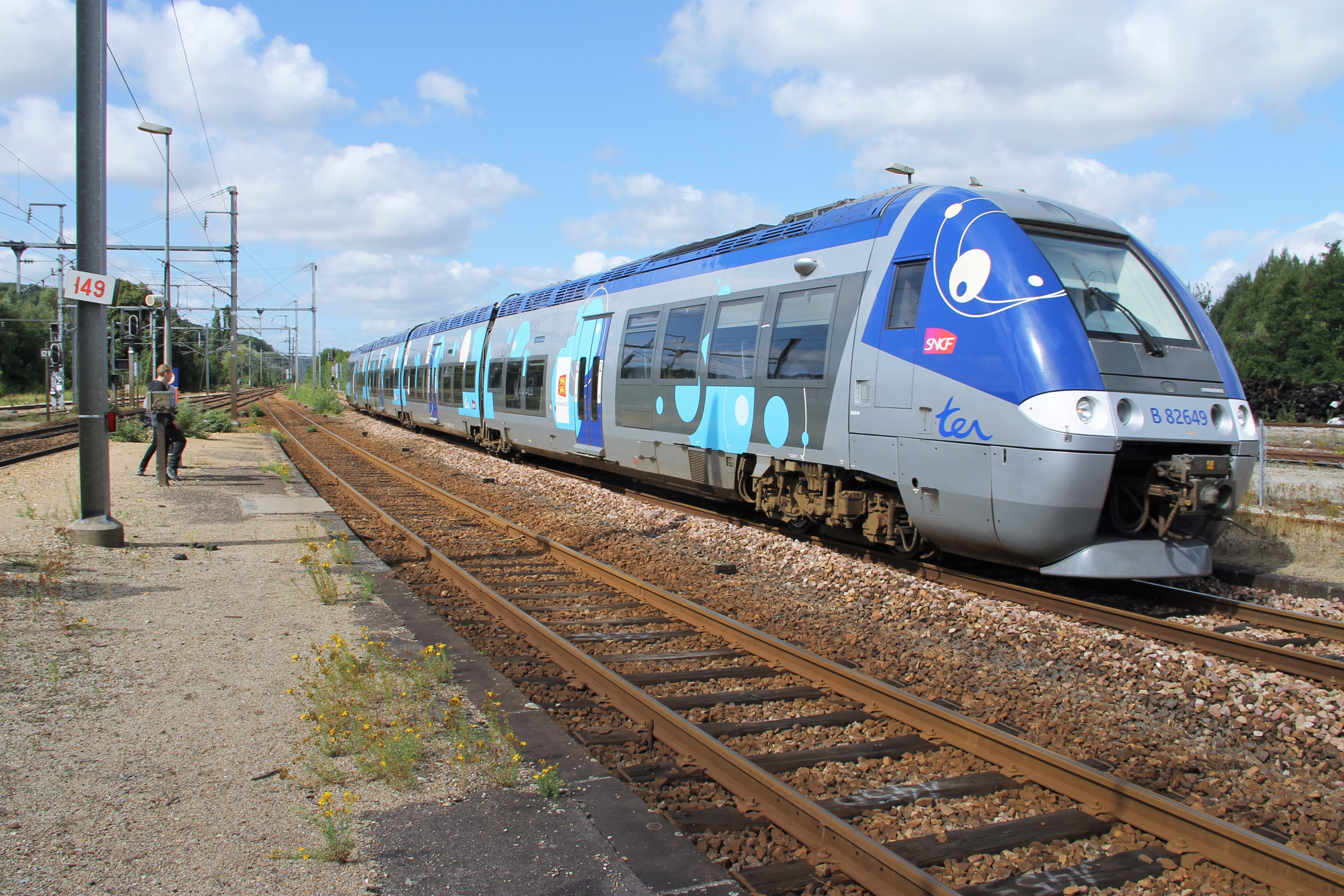
Arrivée d'un TER Caen-Rouen.

Des anciennes installations, il ne subsiste plus, côté Paris, qu'un faisceau de quatre voies servant au garage des rames TER Normandie.

## Fréquentation
De 2015 à 2023, selon les estimations de la SNCF, la fréquentation annuelle de la gare s'élève aux nombres indiqués dans le tableau ci-dessous.
| Année     | 2015   | 2016   | 2017   | 2018   | 2019   | 2020   | 2021   | 2022   | 2023   |
| --------- | ------ | ------ | ------ | ------ | ------ | ------ | ------ | ------ | ------ |
| Voyageurs | 29 582 | 25 877 | 30 214 | 28 468 | 28 003 | 15 653 | 23 483 | 31 539 | 36 718 |

## Service des voyageurs

### Accueil
Gare SNCF, elle dispose d'un bâtiment voyageurs, avec guichets, ouvert tous les jours.
Un souterrain (côté ligne Paris-Caen) et un passage planchéié (côté ligne Rouen-Caen) permettent la traversée des voies et l'accès aux quais.

### Desserte
Serquigny est une gare SNCF du réseau TER Normandie desservie par des trains régionaux vers les gares de Paris-Saint-Lazare, d'Évreux-Normandie, de Rouen-Rive-Droite, ou de Caen. La relation entre ces 2 gares comporte un hiatus de 31% au niveau électrification ce qui interdit également de simples détournements réciproques en cas de travaux ou d'obstruction pour les relations avec Paris.

### Intermodalité
Un parking pour les véhicules y est aménagé.